# Jakob Burja
Jakob Burja, slovenski rimokatoliški duhovnik, pesnik in pisatelj, * 19. julij 1803, Spodnji Tuhinj, † 6. november 1874, Ježica.
Bogoslovje je študiral v Ljubljani in po posvečenju služboval v raznih krajih ljubljanske škofije. V letih 1853−1866 je v Zgodnji Danici objavljal moralno poučne spise. Bil je župnik v Zapogah, a se je Zapožanom tako zameril, da so ga izgnali iz župnije.